# 黃廣螢金花蟲
黃廣螢金花蟲（学名：Gallerucida lutea）为金花蟲科廣螢金花蟲屬下的一个种。